# 괴산 함이재
괴산 함이재(槐山 咸履齋)은 충청북도 괴산군 청안면 효근리에 있는 조선시대의 건축물이다. 1999년 6월 25일 충청북도의 유형문화재 제199호로 지정되었다.

## 개요
조선 초기 공조참의를 지낸 옥구 장씨 장륜을 제사지내기 위해 지은 사당으로 장륜 무덤 옆에 있다. 세워진 시기는 알 수 없고 다만 '함이재'라고 쓴 현판에 '무인사월일 설암근고'라고 써 있다.
짓는 과정과 참여자 이름 등을 기록한 상량문에 '숭정후 육갑자 삼월구일 사시 수주상량 유좌 묘향'이라는 보수 기록이 있으나 오기인 듯하다.
상량문, 현판 등의 자료를 통해 조선 중기의 건물로 보이며 보존상태가 좋다.

## 참고 자료
- 괴산 함이재 - 국가유산청 국가유산포털